# Шанен
Шанен (фр. Chaneins) је насељено место у Француској у региону Рона-Алпи, у департману Ен (Рона-Алпи).
По подацима из 2011. године у општини је живело 810 становника, а густина насељености је износила 64,13 становника/km².

## Демографија
| 1962. | 1968. | 1975. | 1982. | 1990. | 2011. |
| ----- | ----- | ----- | ----- | ----- | ----- |
| 370   | 411   | 376   | 420   | 478   | 810   |